# 韦尔旺 (夏朗德省)
韦尔旺（法語：Vervant，法語發音：[vɛʁvɑ̃]）是法国夏朗德省的一个市镇，位于该省中北部，属于昂古莱姆区。

## 地理
韦尔旺（45°49'56"N, 0°7'25"E）面积9.56 平方千米，位于法国新阿基坦大区夏朗德省，该省份为法国西部内陆省份，北起德塞夫勒省和维埃纳省，东临上维埃纳省，东南至多尔多涅省，南至多爾多涅省，西接滨海夏朗德省。
与韦尔旺接壤的市镇（或旧市镇、城区）包括：塞莱特、曼恩德布瓦克斯、圣阿芒德布瓦克斯、维洛尼翁、克桑贝。
韦尔旺的时区为UTC+01:00、UTC+02:00（夏令时）。

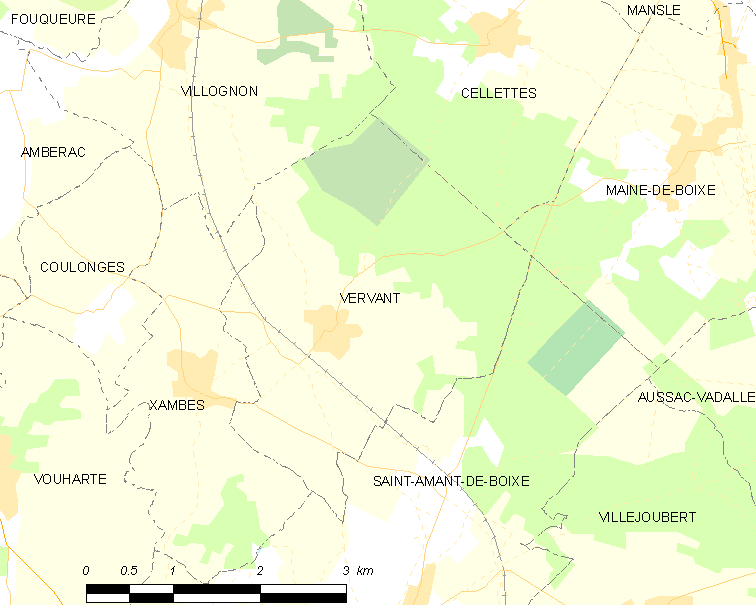
韦尔旺的OSM定位图

## 行政
韦尔旺的邮政编码为16330，INSEE市镇编码为16401。

## 政治
韦尔旺所属的省级选区为布瓦克斯-芒卢瓦县。

## 交通
夏朗德省省道D32线、D116线和D360线在境内交汇。巴黎－波尔多铁路经过境内但未设站。

## 人口

1962-2008年间韦尔旺人口变化图示

韦尔旺于2022年1月1日时的人口数量为147人。